# مونتلی
مونتلی (به فرانسوی: Monthelie) یک کمون در فرانسه با جمعیت ۱۷۶ نفر است که در Canton of Beaune-Nord واقع شده‌است.